# Movila
Movila es una comuna ubicada en el distrito de Ialomița, Rumania.

## Superficie
Cuenta con una superficie de 82,27 kilómetros cuadrados.

## Demografía
Hasta 2021 la población era de 1605 habitantes, con una densidad de población de 19,51 habitantes por kilómetro cuadrado.